# رسوم متأخرة
الرسوم المتأخرة (بالإنجليزية: Late fee) والمعروفة أيضًا باسم الغرامة المتأخرة أو الرسوم المستحقة المتأخرة ، هي رسوم يتم فرضها على عميل من قبل شركة أو منظمة لعدم دفعه لفاتورة أو لعدم إرجاعه عنصر مستأجر أو مقترض بحلول تاريخ الاستحقاق، ويرتبط استخدام هذا المصطلح في الغالب بأعمال تشمل الدائنين ومنافذ تأجير الفيديو والمكتبات، ويتم احتساب الرسوم المتأخرة بشكل عام على أساس كل يوم على حدة.
تحث المؤسسات عملائها على دفع الرسوم المتأخرة عن طريق تعليق بعض امتيازاتهم من اقتراض أو تأجير حتى يتم دفع الرسوم المتراكمة، وأحيانًا بعد تجاوز هذه الرسوم مستوى معين، يتم إصدار الرسوم المتأخرة للأشخاص الذين لا يدفعون في الوقت المحدد ولا يحترمون عقد إيجار أو التزام قانوني.

## غرامة المكتبة

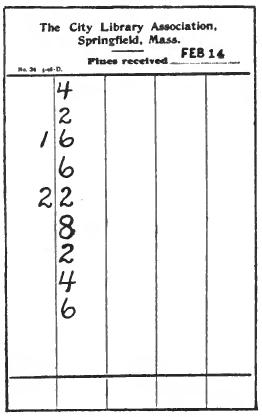
فاتورة برسوم متأخرة من A Library Primer عام (1899)

غرامات المكتبة ، والمعروفة أيضًا باسم الغرامات المتأخرة ، والرسوم المتأخرة: هي رسوم يومية أو أسبوعية صغيرة تفرضها المكتبات في العديد من البلدان على المقترضين بعد احتفاظهم بالكتاب أو أي عنصر آخر مستعار بعد تاريخ استحقاقه، غرامات المكتبة هي آلية تنفيذ مصممة لضمان إعادة كتب المكتبة في غضون فترة زمنية معينة ولتفرض عقوبات متزايدة على الكتب المتأخرة، عادة لا تتراكم غرامات المكتبة على مدى سنوات أو عقود، ويتم زيادة الغرامات عادة لبضعة أيام أو أشهر فقط، حتى يتم الوصول إلى الحد النهائي للغرامات المحدد مسبقًا.
تشكل غرامات المكتبة نسبة صغيرة من الميزانية الإجمالية للمكتبة، ولكن كتب المكتبة المفقودة أو المسروقة أو غير المستردة يمكن أن تكون مكلفة للحكومة التي تمول هذه المكتبات.

### إلغاء الغرامات
في السنوات الأخيرة، توقفت العديد من المكتبات عن فرض غرامات. وقد طلبت جمعية المكتبات العامة ورابطة خدمات المكتبات للأطفال من المكتبات إعادة النظر في السياسات التي تبقي المراهقين ذوي الدخل المنخفض بعيدًا عن المكتبات خوفًا من تطبيق الغرامات عليهم. لذلك تقدم العديد من المكتبات بدائل وعفو من أجل تشجيع المستفيدين على إعادة الكتب المتأخرة، مثلا هناك برامج «الغذاء مقابل الغرامات» والتي يتبرع فيها المستعيرون للكتب بأغذية معلبة مقابل الحصول على عفو عن غرامة تأخير، وهذه الأفكار شائعة في المكتبات في جميع أنحاء العالم، وتقدم بعض المكتبات للأطفال والمراهقين خيار «القراءة» لتمحى غراماتهم عن طريق تقليل الغرامات بناءً على مقدار الوقت الذي يقضيه الطفل أو المراهق في القراءة أو عدد الكتب المقروءة. وقد تمنع مكتبات أخرى الوصول إلى امتيازات المكتبة حتى يتم إرجاع المواد المستعارة.
كان لأمناء المكتبات نقاش طويل الأمد حول ما إذا كان سيتم إجبار الناس على دفع الغرامات المتأخرة أم لا.
تسلط سياسة جمعية المكتبات الأمريكية رقم 61 بعنوان "خدمات المكتبة للفقراء" الضوء على إزالة جميع الحواجز التي تعوق خدمات المكتبات والمعلومات، وخاصة الرسوم والرسوم المتأخرة ". وقد جادل باحثون آخرون بقول أن التنازل عن الرسوم هو واجب إذا كانت حاجزًا لاستمرار الناس في استخدام المكتبات. من الضروري أن يفهم موظفي المكتبة الوضع المالي للمستفيدين الذين يخدمونهم، هذا العائق أمام الناس — الغرامات التي لا يستطيع أصحاب الدخل المنخفض تحملها — مشكلة أساسية تحتاج إلى معالجة. يقترح (Gehner (2010 أن تعمل المكتبات مع المجتمع لمعرفة احتياجاتهم وبناء العلاقات (ص.   45). كما وجد أن الغرامات المتأخرة يمكن أن تكون عاملاً مقيدًا أيضًا، نظرًا لأن المكتبات تواجه تمويلًا محدودًا، فإن الرسوم والغرامات تمثل مصدرًا للدخل وعائقًا لللإستخدام (ص.   43).

### الإجبار
كثفت بعض المكتبات من تطبيق الرسوم المتأخرة وجمعها، فقد يواجه الأشخاص الذين لا يُعيدون ممتلكات المكتبة بعد فترة طويلة من الإستعارة قد يواجهون الإعتقال القانوني أو إجراءات سلبية على تقاريرهم الإئتمانية في بعض الولايات الأمريكية. تم القبض على الرعاة لعدم إعادتهم كتب المكتبة في كولورادو، ولاية واشنطن، أيوا، ويسكونسن وتكساس. تُستخدم الإجراءات العقابية مثل هذه عادةً لإستعادة ممتلكات المكتبة المسروقة، وليس لفرض الرسوم المتأخرة.

## أشرطة فيديو
تعتبر الرسوم المتأخرة على نطاق واسع مصدر إزعاج، في عام 2005، استفادت سلسلة تأجير الفيديو (بلوك باستر فيديو) من هذا التصور من خلال حملة إعلانية كبرى توصف بأنها مراجعة سياسة التأجير الخاصة بها باسم «نهاية الرسوم المتأخرة».
في الآونة الأخيرة، في عام 2006، استخدم روجرز فيديو نفس التقنية، باستثناء الأفلام فقط، ودون أي رسوم إعادة تخزين (كون أن تكلفة الأفلام أقل بكثير من ألعاب الفيديو).

## رسوم البريد
هناك استعمال خاص لمصطلح الرسوم المتأخرة وهي رسوم البريد (Postage) التي كانت مطلوبة من قبل مكاتب البريد للسماح بإدراج خطاب أو طرد إضافي في إرسال البريد الصادر على الرغم من أنه يتم إرساله بعد موعد وقت الإغلاق العادي للبريد. وغالبًا ما يتم توفير صندوق الرسوم المتأخرة.

## الفقر
وتم انتقاد الرسوم المتأخرة التي تفرضها البنوك والملاك والمرافق بشدة بوصفها عقوبة ضد الفقراء، وقد بُذلت محاولات في بعض الأماكن لحظرها بالكامل أو وضع حد أقصى على هذه الرسوم، والحجة ضدهم هي أن الفقراء سيضطرون حتمًا إلى دفع الرسوم لأنهم لا يستطيعون كسب المال لدفع فواتيرهم بحلول الموعد المحدد، ولذلك سيضطر هؤلاء الأشخاص إلى دفع رسوم أعلى مقابل نفس الخدمات، وسيجدون أن إتمام المدفوعات المستقبلية في الوقت المناسب لدائنيهم سيكون أكثر صعوبة.